# 达乌尔黄鼠
达乌尔黄鼠（学名：Citellus dauricus）为松鼠科黄鼠属的动物。在中国大陆，分布于、陕西、青海、内蒙古、甘肃、河北、黑龙江、吉林、山东、辽宁、宁夏等地，多生活于草原和半荒漠。该物种的模式产地在内蒙古呼伦池。

## 亚种
- 达乌尔黄鼠阿拉善亚种（学名：Citellus dauricus alaschanicus），Buchner于1888年命名。在中国大陆，分布于陕西、青海、宁夏、内蒙古（西部）等地。该物种的模式产地在内蒙古阿拉善南部。[2]
- 达乌尔黄鼠指名亚种（学名：Citellus dauricus dauricus），Brandt于1844年命名。在中国大陆，分布于内蒙古（东北部）、黑龙江等地。该物种的模式产地在内蒙古呼伦池。[3]
- 达乌尔黄鼠河北亚种（学名：Citellus dauricus mongolicus），Milne-Edwards于1867年命名。在中国大陆，分布于内蒙古（东南部）、河北、陕西、辽宁、山东等地。该物种的模式产地在河北宣化。[4]
- 达乌尔黄鼠甘肃亚种（学名：Citellus dauricus obscurus），Buchner于1888年命名。在中国大陆，分布于甘肃等地。该物种的模式产地在甘肃北部。[5]
- 达乌尔黄鼠东北亚种（学名：Citellus dauricus ramosus），Thomas于1909年命名。在中国大陆，分布于黑龙江、吉林等地。该物种的模式产地在吉林。[6]